# Металокераміка
Металокера́міка — штучний матеріал, що являє собою гетерогенну композицію металів або сплавів з неметалами (кераміками). 
Інші назви: кермети, кераміко-металічні матеріали, спечені антифрикційні матеріали. 
Металокераміки поєднують важливі конструкційні та експлуатаційні властивості металів і неметалів. Вони мають велику міцність, високу зносо- й теплостійкість, антикорозійні властивості. Застосовуються як антифрикційні або захисні покриття деталей, як самостійні конструкційні матеріали в авіабудуванні, автомобілебудуванні, транспортному і хімічному машинобудуванні, електроприладобудуванні, турбобудуванні та інших галузях промисловості.

## Склад
Металева фаза металокерамічних матеріалів може містити Cr, Ni, Al, Fe, Со, Ti, Zr та їх сплави. До керамічної фази відносять оксиди (Al2O3, Cr2O3, SiO, SiO2, ZrO2), карбіди (SiC, Cr3C2, TiC), бориди (Cr2B2, TiB 2, ZrB2 ), силіциди (MoSi), нітриди (TiN) і вуглець (алмаз, графіт). Частина керамічної складової в металокераміці в залежності від її типу змінюється в широких межах від 15 до 85% (за об'ємом). 

## Способи отримання і застосування
Найчастіше поняття металокераміка пов'язують з порошковою металургією. За методами порошкової металургії металокераміку отримують пресуванням заготовок з порошків (металів і кераміки) з подальшим їх спіканням. Так виробляють тверді металокерамічні матеріали (цементовані карбіди), що використовуються для обробки металів різанням і для буріння гірських порід. Іншим прикладом металокераміки, отриманої спіканням порошків суміші заліза і графіту, є пористі самозмащувальні підшипники, матеріал яких після спікання просочують оливою. 
Методом газотермічного напилення частинок порошку отримують металокерамічні покриття для захисту поверхонь деталей від зносу і корозії при виробництві деталей. Цей метод формування металокерамічного покриття використовується також для ремонту при відновленні розмірів зношених деталей. 
Металокерамічні покриття також отримують на змащуваних металевих деталях при ревіталізації механізмів. У мастило, що використовується в механізмі, наприклад у трансмісійну оливу редуктора, вносять спеціальну речовину — ревіталізант. Ревіталізант під дією контактних навантажень, формує на поверхнях зубчастих коліс, підшипників металокерамічне покриття. Покриття одночасно зміцнює і відновлює зношені поверхні, що труться, збільшує ресурс. 
Тонкоплівкову металокераміку отримують методом термічного випаровування металу або сплаву в вакуумі і конденсації його парів на поверхні пластинки (підкладки). Прикладом є мікрокомпозиція Cr — SiO, яку використовують при виготовленні тонкоплівкових резисторів.